# Woippy
Woippy település Franciaországban, Moselle megyében. Lakosainak száma 14 394 fő (2022. január 1.). Woippy Le Ban-Saint-Martin, Argancy, Fèves, Hauconcourt, Lorry-lès-Metz, Maizières-lès-Metz, La Maxe, Metz, Norroy-le-Veneur, Plesnois és Saulny községekkel határos.

## Népesség
A település népessége az elmúlt években az alábbi módon változott:
| Lakosok száma | 13 495 | 13 608 | 14 240 | 14 214 | 13 998 | 14 014 | 14 526 | 14 302 | 14 394 |
|               | 2013   | 2015   | 2016   | 2017   | 2018   | 2019   | 2020   | 2021   | 2022   |